# Ponitz
Ponitz è un comune della Germania di 1 501 abitanti situato nel circondario dell'Altenburger Land in Turingia.